# Clara (Irlande)
Pour les articles homonymes, voir Clara.
Clara (Clóirtheach en irlandais) est une ville du comté d'Offaly en Irlande.
La ville de Clara compte 3 001 habitants.